# Kruja
Kruja (alb. Krujë/Kruja, wł. Croia, tur. Akçahisar, serb. Kroja) – miasto położone w środkowej Albanii. Jest stolicą okręgu o tej samej nazwie.

## Geografia
Nazwa miasta pochodzi od słowa krua (pol. źródło). Kruja położona jest 30 km na północny wschód od Tirany, na wysokości 600 m n.p.m. u podnóża góry Sarisalltikut. Na wschód od miasta znajduje się Park Narodowy Przełęczy Shtame.

## Historia
Początki Krui sięgają III w. p.n.e. i powstania miasto Zgërdhesh (Albanopolis). Współczesna Kruja została założona wyżej na zboczu wzgórza, pierwsze wzmianki o niej pochodzą z IX wieku n.e. Od XII do XIII wieku Kruja była stolicą Królestwa Arbërii, w 1396 r. została podbita przez Imperium Osmańskie. W 1443 roku Skanderbeg odbił miasto z rąk Turków i uczynił je swoją siedzibą.
W 1928 odbyła się tutaj koronacja Ahmeda Zogu na króla Albanii.

## Atrakcje turystyczne[1]
- Zamek w Krui
- bazar turecki
- Muzeum Skanderbega
- Muzeum Etnograficzne

## Współpraca
Miejscowość partnerska:
- Huy, Belgia

## Galeria

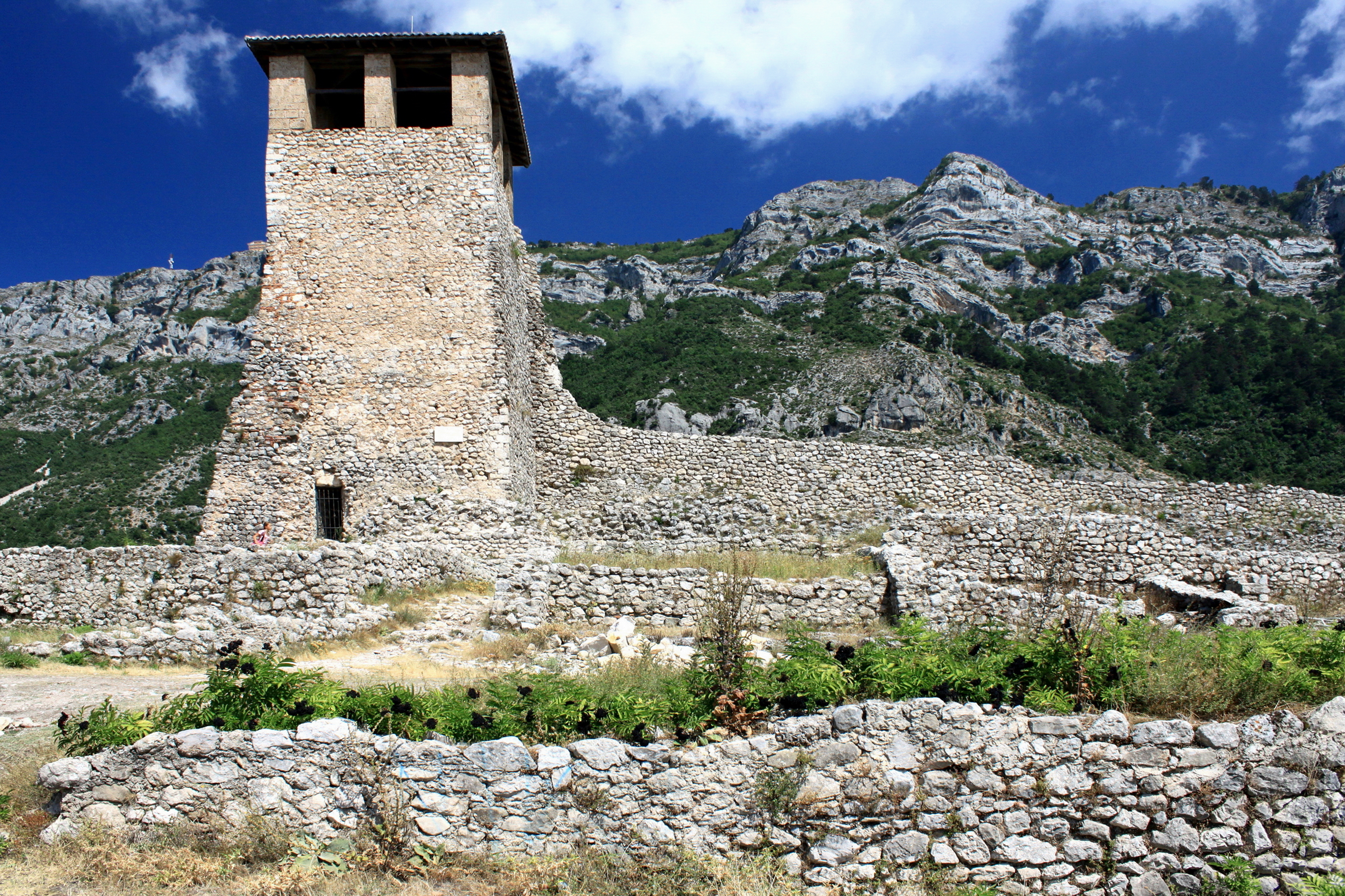
Baszta w Zamku
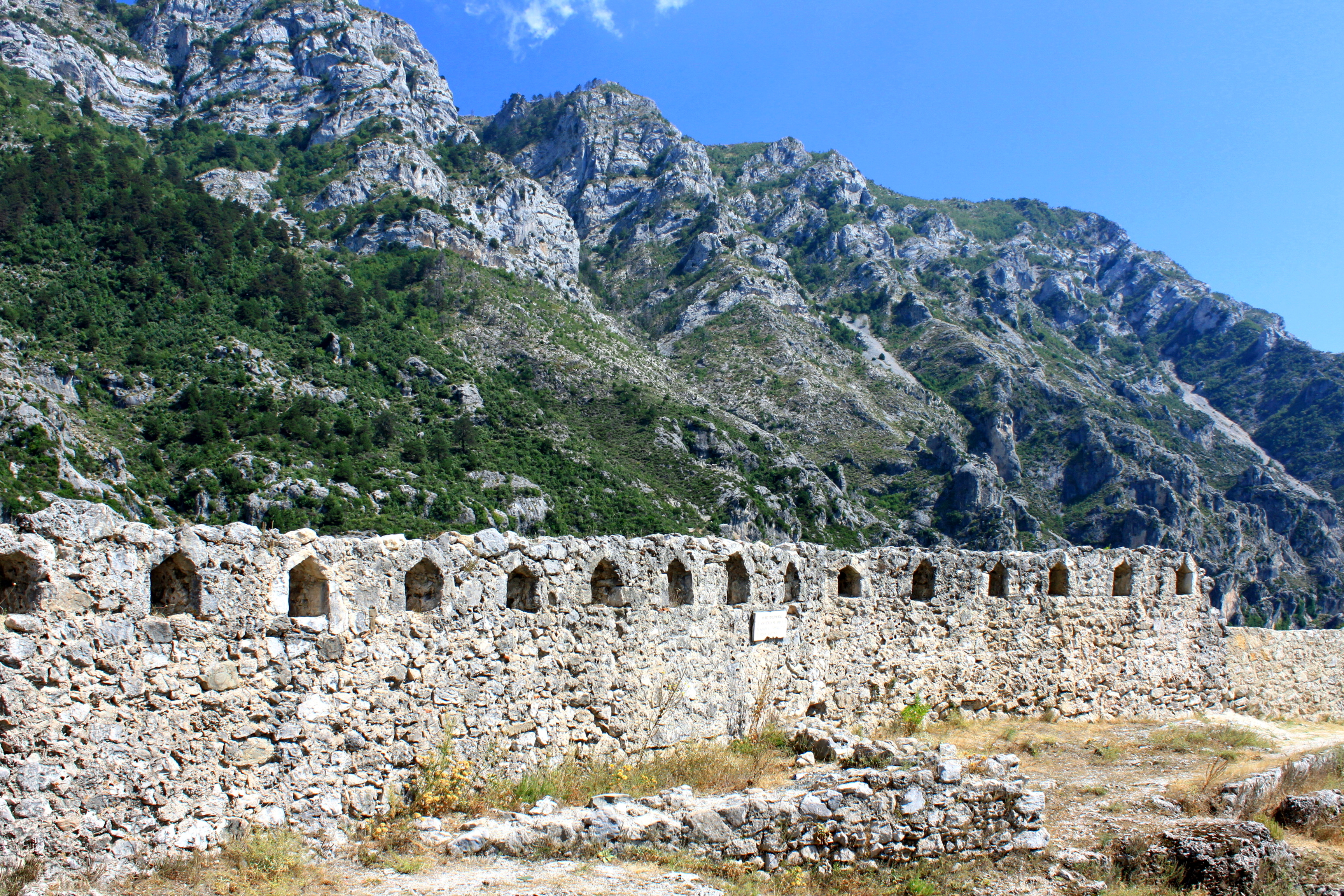
Mury Zamku
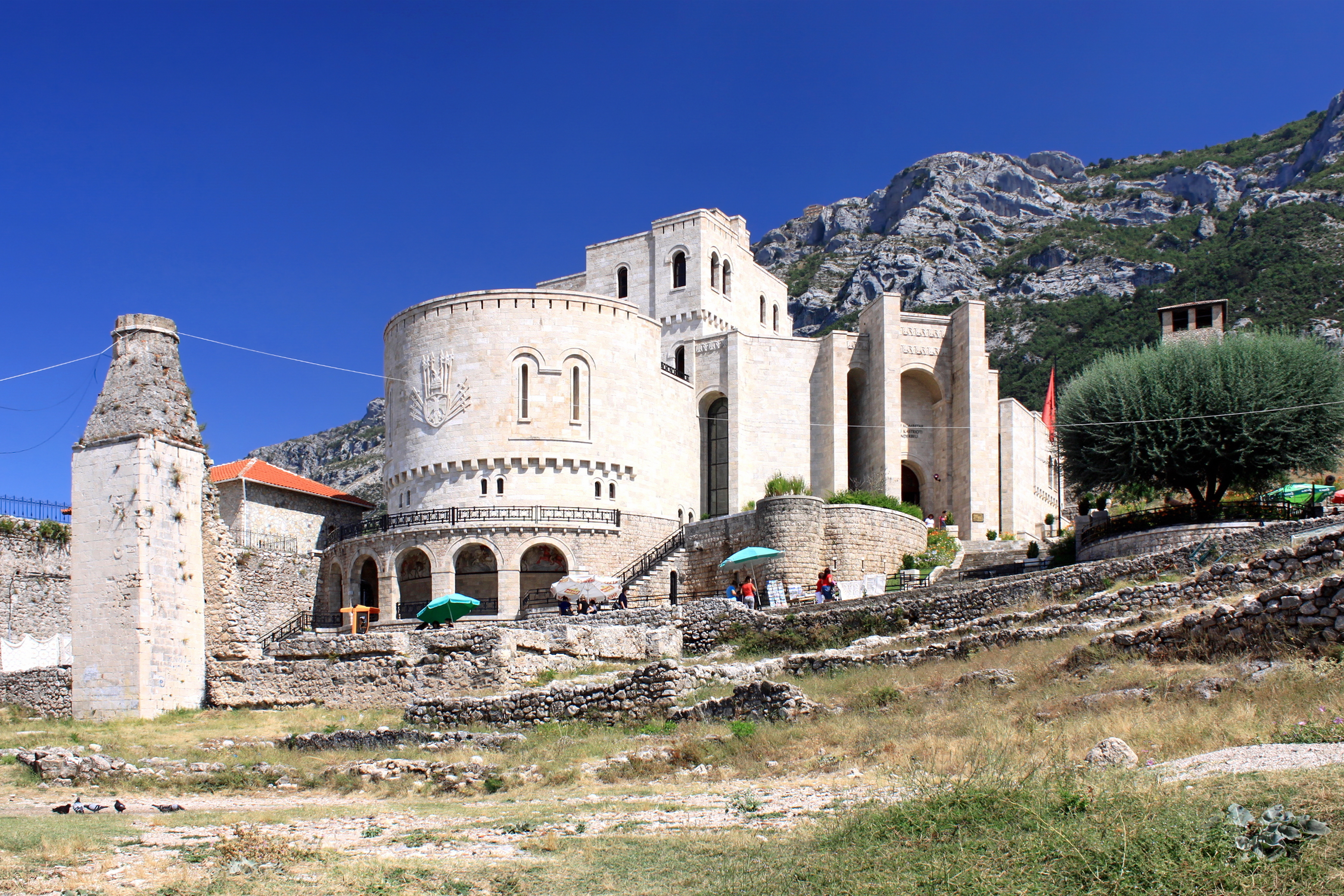
Muzeum Skanderbega
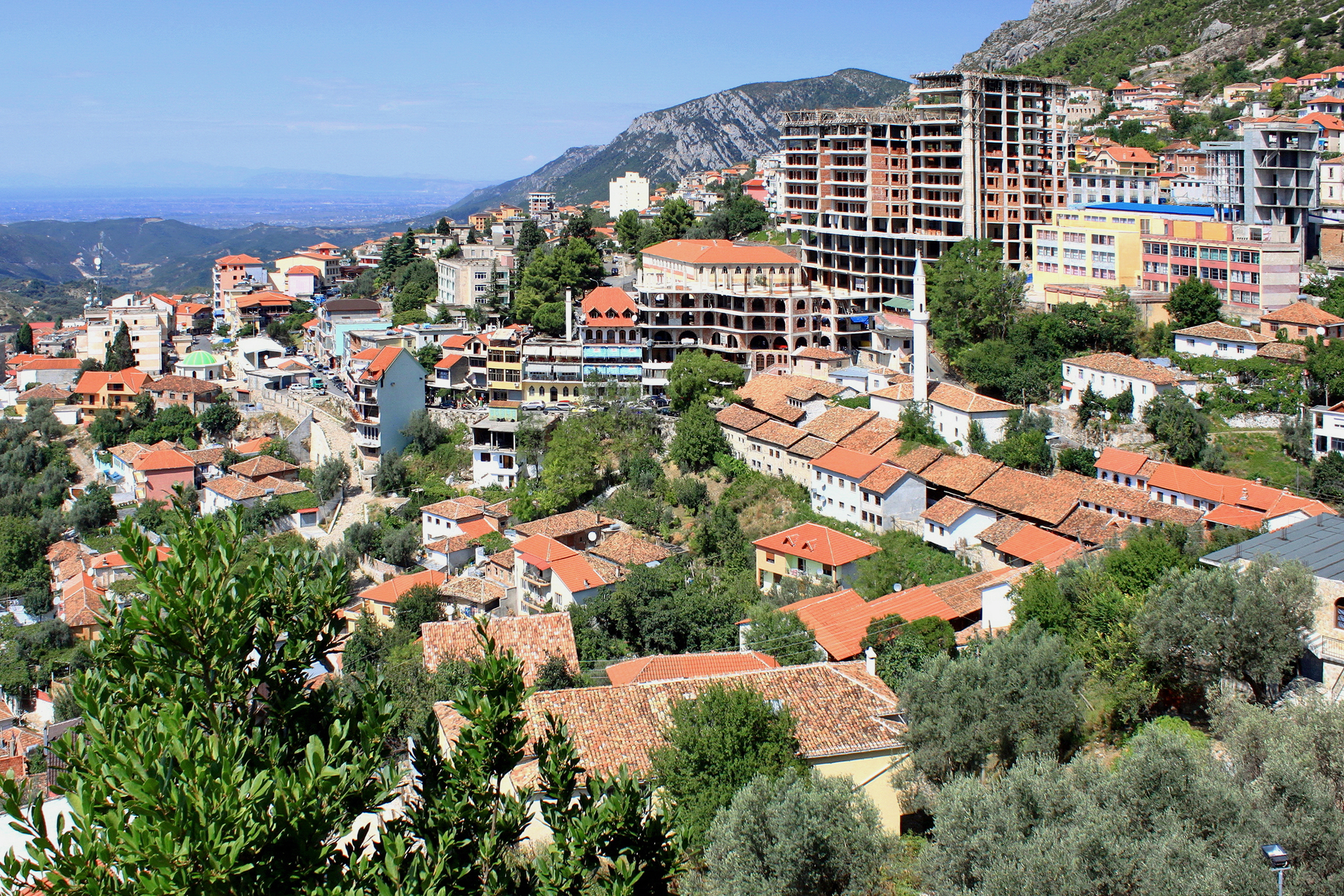
Widok z zamku na miasto